# SINAD
SINAD (signal-to-interference ratio including noise and distortion, auch als SND/ND bezeichnet) ist ein Maß für die Übertragungsqualität: ein höherer SINAD-Wert entspricht einer höheren Übertragungsqualität. Die Gesamtstörungen (SINAD) ergeben sich aus der gesamten harmonischen Verzerrung und dem Signal-Rausch-Verhältnis.
SINAD beschreibt das Verhältnis der Gesamtsignalleistung, bestehend aus Nutzsignal, Rauschen und Verzerrungen, zur Summe des Störsignals, bestehend aus Rauschen und Verzerrungen, eines niederfrequenten Signals (z. B. am Ausgang eines Funkempfängers):
{\displaystyle \mathrm {SINAD} ={\frac {\mathrm {SND} }{\mathrm {ND} }}={\frac {P_{\mathrm {Signal} }+P_{\mathrm {Rauschen} }+P_{\mathrm {Verzerrungen} }}{P_{\mathrm {Rauschen} }+P_{\mathrm {Verzerrungen} }}}={\frac {P_{\mathrm {Signal} }}{P_{\mathrm {Rauschen} }+P_{\mathrm {Verzerrungen} }}}+1\geq 1}
Meist wird dieses Verhältnis in der logarithmischen Hilfsmaßeinheit Bel ausgedrückt.
Prinzipbedingt kann der SINAD-Wert nicht unter 0 dB sinken. Wenn nämlich kein Nutzsignal vorhanden ist, sind Zähler und Nenner in der obigen Gleichung gleich groß:
{\displaystyle P_{\mathrm {Signal} }=0\Rightarrow SINAD=1=0\,\mathrm {dB} }
Die SINAD-Messung findet z. B. Anwendung beim Sprechfunk (AM und FM). Mit ihrer Hilfe werden weitere Parameter von Sendern und Empfängern vermessen, z. B. die Empfängerempfindlichkeit, die Spiegelfrequenzfestigkeit, die Intermodulationsfestigkeit usw.
Hierzu müssen jedoch die Randbedingungen der SINAD-Messung genauer spezifiziert werden, als dies obige einfache Gleichung suggeriert:
- Frequenz des Nutzsignals: 1000 Hz, 1020 Hz oder ein anderer Wert.
- mit oder ohne psophometrische Bewertung (Nachbildung des Frequenzgangs des Gehörs) z. B. nach A-Bewertung oder ITU-T O.41.
- Spannungsmessung: Effektivwert oder Quasispitzenwert

Mit unterschiedlichen Randbedingungen gemessene SINAD-Werte sind somit nicht miteinander vergleichbar.